# 中华盾牌蟹
中华盾牌蟹（学名：Percnon sinense）为方蟹科盾牌蟹属的动物。在中国大陆，分布于海南岛等地，生活环境为海水，一般生活于潮间带的珊瑚礁间。